# Чемпионат Европы по фигурному катанию 1891
Чемпионат Европы по фигурному катанию 1891 года — первый в истории чемпионат Европы по фигурному катанию. Турнир был организован германо-австрийским клубом  «Deutscher und Österrreichischer Eislaufverband» в Гамбурге (Германия), ещё до образования Международного союза конькобежцев и на пять лет раньше первого чемпионата мира.
В соревнованиях участвовали только мужчины и только из двух стран — Германской империи и Австрии. Соревновались спортсмены только в обязательных фигурах.
| Место | Имя              | Страна   | Баллы   |
| ----- | ---------------- | -------- | ------- |
| 1     | Оскар Улиг       | Германия | 146.6/9 |
| 2     | Анон Шмитсон     | Германия | 114.7/9 |
| 3     | Франц Цилли      | Германия | 101.2/9 |
| 4     | Йозеф Нови       | Австрия  | 88.5/9  |
| 5     | Вилли Динстль    | Австрия  | 79.4/9  |
| 6     | Фриц Арендт      | Германия | 50.     |
| 7     | Вильгельм Шульце | Германия | 28.8/9  |